# Carlo Janka
Carlo Janka  (n. 15 octombrie 1986, Sursaissa⁠(d), cantonul Graubünden, Elveția) este un fost schior elvețian. A fost unul dintre cei mai buni schiori din lume, în anul 2009 a devenit campion mondial și olimpic la slalom uriaș (2010) și a câștigat în sezonul 2009/20010 și la puncte. Prin felul său relaxat de a nu exterioriza emoțiile, a fost supranumit «Iceman».

## Campionatul mondial
| Data              | Locul                  | Țara     | Disciplina        |
| ----------------- | ---------------------- | -------- | ----------------- |
| 13 decembrie 2008 | Val-d’Isère            | Franța   | slalom uriaș      |
| 16 ianuarie 2009  | Wengen                 | Elveția  | Super-Kombination |
| 4 decembrie 2009  | Beaver Creek           | USA      | Super-Kombination |
| 5 decembrie 2009  | Beaver Creek           | USA      | coborâri          |
| 6 decembrie 2009  | Beaver Creek           | USA      | slalom uriaș      |
| 16 ianuarie 2010  | Wengen                 | Elveția  | coborâri          |
| 10 martie 2010    | Garmisch-Partenkirchen | Germania | coborâri          |
| 12 martie 2010    | Garmisch-Partenkirchen | Germania | slalom uriaș      |